# Bellevalia webbiana
Bellevalia webbiana är en sparrisväxtart som beskrevs av Filippo Parlatore. Bellevalia webbiana ingår i släktet Bellevalia och familjen sparrisväxter. IUCN kategoriserar arten globalt som starkt hotad. Inga underarter finns listade i Catalogue of Life.